# Assens Sukkerfabrik
Assens Sukkerfabrik var en sukkerfabrik i Assens på Fyn, der var i drift fra 1884-2006. Fabrikationen foregik på grundlag af sukkerroer.
Fabrikken blev opført 1883-84 efter tegninger af professor Ove Petersen. Fabrikken tilhørte De danske Sukkerfabrikker. Omkring århundredeskiftet producerede fabrikken årligt 12-15 mio. pund sukker. Under højsæsonen beskæftigede den omkring 250, ellers 70 arbejdere.
Sukkerfabrikken lå i byens sydlige del, syd for Kjærum Å. Bygningskomplekset havde nærmest form som et E.
I forbindelse med sukkerfabrikken blev også oprettet særlige roebaner i fabrikkens opland. Disse roebaner blev anlagt omkring 1910. Forud havde der været visse betænkeligheder på grund af det ret bakkede terræn, hvilket kan være en alvorlig hindring for smalsporsbaner. Roebanen betød imidlertid en væsentlig forøgelse af fabrikkens opland. I 1921 var hovedsporenes længde 67,8 km, i 1942 66,4 km. Banen havde i 1942 8 lokomotiver og 457 vogne. I tilknytning til fabrikken anlagdes en saftstation i Kolding, samt i Salbrovad og Haarby.
Da Sukkerkogeriet Odense lukkede i 1970 blev dette områdes sukkerroer overtaget af Assens Sukkerfabrik, og fabrikken i Odense overgik til at være sukkerekspedition, -pakkeri og -lager.
Fabrikken blev lukket i 2006, og er nu ombygget til Assens Rådhus.